# ウリヤナ・ロパートキナ
ウリヤナ・ロパートキナ（Ulyana Vyacheslavovna Lopatkina、本名:ウリヤナ・ビャチェスラヴォフナ・ロパートキナ 露: Ульяна　Вячеславовна　Лопаткина  、1973年10月23日 - ）は、ロシアのバレエダンサー。

## プロフィール
ウリヤナ・ロパートキナは、ソビエト連邦のウクライナ・ソビエト社会主義共和国、クリミア半島ケルチに生まれた。ワガノワ・バレエ・アカデミーでナタリア・ドゥジンスカヤの指導を受け、1991年に卒業後マリインスキー・バレエに入団し、1995年にプリンシパルに任命された。2017年6月16日に現役から引退。

## 出演

### ドキュメンタリー映画･DVD
- 『BALLERINA マリインスキー・バレエのミューズたち』
- 『ロパートキナ 孤高の白鳥』
- 『ウリヤーナ・ロパートキナ マリインスキー劇場のスターたち1』
- 『マリインスキーの至宝 ロパートキナ』
- 『パリ・オペラ座 夢を継ぐ者たち』

## 受賞歴
- ワガノワ国際バレエコンクール（1991年）[1]
- ゴールデンソフィット（1995年）[1]
- ゴールデンマスク（1997年）[1]
- ブノワ賞（1997年）[1]
- バルティカ賞（1997年）[1]
- イブニングスタンダード（1998年）[1]
- ロシア国家賞（1999年）[1]
- ロシア連邦の功績のある芸術家（2000年）[1]
- バルティカ賞（2001年）[1]
- ロシア人民芸術家（2006年）[1]